# (16751) 1996 QG1
1996 كيو جي 1 (ويعرف أيضًا باسم (16751) 1996 كيو جي 1 وفق تسمية الكوكب الصغير) (بالإنجليزية: 1996 QG1)‏ هو كويكب ضمن حزام الكويكبات؛ وترتيبه 16751 من حيث الاكتشاف.
اكتُشف هذا الجُرم الفلكي بواسطة Yoshisada Shimizu ‏ في 18 أغسطس 1996.

## وصلات خارجية
- (16751) 1996 QG1 في قاعدة بيانات مختبر الدفع النفاث لأجرام النظام الشمسي الصغيرة

- الاكتشاف · مخطط المدار ·  العناصر المدارية · المعلمات المادية

- (16751) 1996 QG1 على موقع ويكي سكاي: DSS2, SDSS, GALEX, IRAS, Hydrogen α, X-Ray, Astrophoto, Sky Map, Articles and images